# Monoprix

Logotyp.

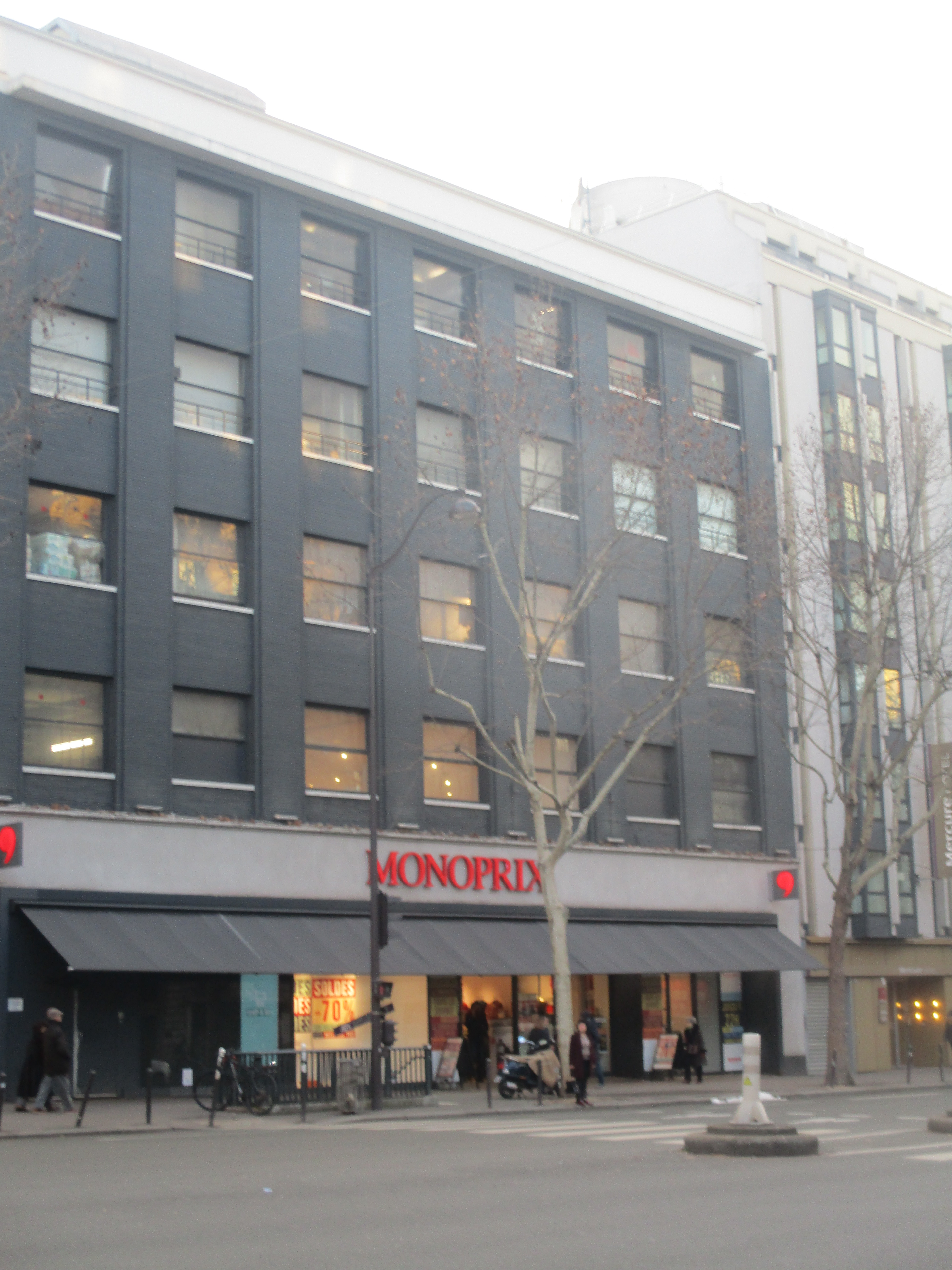
Monoprix-affär vid Avenue des Ternes i Paris.

Monoprix är en fransk kedja av livsmedelsaffärer. Den grundades 1932 av Max Heilbronn och har över 700 butiker.